# Surfer Rosa
Az 1988-as Surfer Rosa a Pixies első nagylemeze. Sem Amerikában, sem az Egyesült Királyságban nem jutott fel a listára. Mindössze egy kislemez, a Gigantic jelent meg róla, ez a brit kislemezlistán mindössze a 93. helyig jutott. Ennek ellenére 1992-ben újra kiadták az Elektra Records gondozásában, 2005-ben pedig aranylemez lett. A kritikusok dicsérték, és több legjobb listára került fel. Szerepel az 1001 lemez, amit hallanod kell, mielőtt meghalsz című könyvben. 2020-ban Minden idők 500 legjobb albuma listán 390. helyen szerepelt.

## Az album dalai
|     | Cím                   | Szerző(k)         | Hossz |
| --- | --------------------- | ----------------- | ----- |
| 1.  | Bone Machine          | Black Francis     | 3:02  |
| 2.  | Break My Body         | Francis           | 2:05  |
| 3.  | Something Against You | Francis           | 1:47  |
| 4.  | Broken Face           | Francis           | 1:30  |
| 5.  | Gigantic              | Francis, Kim Deal | 3:45  |
| 6.  | River Euphrates       | Francis           | 2:33  |
| 7.  | Where Is My Mind?     | Francis           | 3:53  |
| 8.  | Cactus                | Francis           | 2:16  |
| 9.  | Tony's Theme          | Francis           | 1:52  |
| 10. | Oh My Golly!          | Francis           | 1:48  |
| 11. | Vamos                 | Francis           | 4:18  |
| 12. | I'm Amazed            | Francis           | 1:42  |
| 13. | Brick Is Red          | Francis           | 2:00  |

## Közreműködők
- Black Francis – ének, gitár
- Kim Deal – basszusgitár, háttérvokál (ének a Giganticon, Mrs. John Murphy-ként)
- Joey Santiago – szólógitár
- David Lovering – dob
- Steve Albini – producer, hangmérnök
- Simon Larbalestier, Vaughan Oliver – borítókép, booklet képei

## Fordítás
- Ez a szócikk részben vagy egészben a Surfer Rosa című angol Wikipédia-szócikk ezen változatának fordításán alapul.  Az eredeti cikk szerkesztőit annak laptörténete sorolja fel. Ez a jelzés csupán a megfogalmazás eredetét és a szerzői jogokat jelzi, nem szolgál a cikkben szereplő információk forrásmegjelöléseként.